# Podvodnica
Podvodnica (lat. Najas), rod od preko 30 vrsta vodenog jednogodišnjeg raslinja i trajnica iz porodice žabogrizovki. nekada jer činio samostalnu poroldicu podvodničevki (Najadaceae Juss. nom. cons.)
U Hrvatskoj postoje 3 vrste, to su mala podvodnica  (Najas minor), morska podvodnica (Najas marina) i Najas graminea.
Podvodnice su jednogodišnje, rjeđe višegodišnje podvodne biljke, često lako lomljive. Hrvatske vrste velika i mala podvodnica rastu po toplim jezerima, barama i kanalima.

## Vrste
1. Najas affinis Rendle
2. Najas ancistrocarpa A.Braun ex Magnus
3. Najas arguta Kunth
4. Najas australis Bory ex Rendle
5. Najas baldwinii Horn
6. Najas brevistyla Rendle
7. Najas browniana Rendle
8. Najas chinensis N.Z.Wang
9. Najas conferta (A.Braun) A.Braun
10. Najas filifolia R.R.Haynes
11. Najas flexilis (Willd.) Rostk. & W.L.E.Schmidt
12. Najas gracillima (A.Braun ex Engelm.) Magnus
13. Najas graminea Delile
14. Najas grossareolata L.Triest
15. Najas guadalupensis (Spreng.) Magnus
16. Najas hagerupii Horn
17. Najas halophila L.Triest
18. Najas heteromorpha Griff. ex Voigt
19. Najas horrida A.Braun ex Magnus
20. Najas indica (Willd.) Cham.
21. Najas kurziana Rendle
22. Najas madagascariensis Rendle
23. Najas malesiana W.J.de Wilde
24. Najas marina L.
25. Najas minor All.
26. Najas oguraensis Miki
27. Najas pectinata (Parl.) Magnus
28. Najas pseudogracillima L.Triest
29. Najas rigida Griff.
30. Najas schweinfurthii Magnus
31. Najas tenuicaulis Miki
32. Najas tenuifolia R.Br.
33. Najas tenuis Magnus
34. Najas tenuissima (A.Braun ex Magnus) Magnus
35. Najas testui Rendle
36. Najas welwitschii Rendle
37. Najas wrightiana A.Braun

## Vanjske poveznice
|  | Zajednički poslužitelj ima još gradiva o temi Najas |
|  | Wikivrste imaju podatke o taksonu Najas             |